# Дир Парк (Њујорк)
Дир Парк (енгл. Deer Park) насељено је место без административног статуса у америчкој савезној држави Њујорк.

## Демографија
По попису из 2010. године број становника је 27.745, што је 571 (-2,0%) становника мање него 2000. године.
| Група             | 2000.          | 2010.          |
| Белци             | 22.299 (78,8%) | 18.755 (67,6%) |
| Афроамериканци    | 2.577 (9,1%)   | 3.340 (12,0%)  |
| Азијати           | 814 (2,9%)     | 1.877 (6,8%)   |
| Хиспаноамериканци | 2.139 (7,6%)   | 3.364 (12,1%)  |
| Укупно            | 28.316         | 27.745         |